# Гавриил (Салиби)
Митрополит Гавриил Салиби (1 января 1925, деревня Соук-Эль-Гарб, Ливан — 19 октября 2007, Нёйи-сюр-Сен, Иль-де-Франс) — епископ Антиохийской православной церкви, митрополит Западно- и Центрально-Европейский.

## Биография
Родился 1 января 1925 года в деревне Соук-Эль-Гарб, в Ливане.
С 1943 по 1947 годы обучался в Американском университете в Бейруте.
C 1947 по 1950 годы в сане архидиакона помогал митрополиту Нифону (Саба) окормлять арабские приходы в Аргентине и Чили.
17 сентября 1950 года в Бейруте был рукоположён в священника.
С 1950 по 1966 год являлся генеральным викарием митрополита Бейрутского Илии.
С 1959 года обучался в Московской духовной академии, которую закончил в 1963 году окончил со степенью кандидата богословия за работу «Герасим Массара, митрополит Бейрутский, как защитник Православия против Запада».
22 августа 1966 года был хиротонисан в титулярного епископа Пальмирского и назначен викарным епископом Бейрутской митрополии.
В 1980 году был учреждён Западноевропейский викариат Антиохийской церкви, епископ Гавриил становится его управляющим в звании патриаршего викария. В 1982 году он переехал в Париж.
В трудах по созданию Западноевропейского викариата большим подспорьем для епископа Гавриила стала его лингвистическая одаренность — владыка свободно говорил на арабском, английском, французском, испанском, немецком и русском языках.
В 1998 году за заслуги перед Францией епископ Гавриил был удостоен ордена Почётного Легиона.
За годы его руководства число приходов в составе викариата возросло до 23-х, в том числе 2 во Франции, 10 в Великобритании, 9 в Германии и по одному в Швейцарии и Австрии. Кроме того, на юге Франции появилась монашеская община, в состав которой вошли 18 монахинь.
2 октября 2000 года решением Священного синода Антиохийской церкви Западноевропейский викариат был преобразован в митрополию. Епископ Гавриил был возведён в сан митрополита и назначен первым управляющим вновь созданной митрополии.
Скончался в ночь с 19 на 20 октября 2007 года в американском госпитале в Нёйи-сюр-Сен после продолжительной болезни.